# HMCS Cayuga (R04)
HMCS Cayuga (R04/DDE 218) là một tàu khu trục lớp Tribal được xưởng tàu của hãng Halifax Shipyards, tại Halifax, Canada chế tạo cho Hải quân Hoàng gia Canada, và đã phục vụ từ năm 1947 đến năm 1964. Tên nó được đặt theo tên Cayuga, một trong sáu quốc gia đầu tiên của Canada.
Cayuga đã phục vụ ba lượt bố trí trong cuộc Chiến tranh Triều Tiên, lượt thứ nhất nằm trong số ba tàu chiến đầu tiên của Canada được phái đến Triều Tiên, và lượt cuối cùng vào năm 1954 sau khi cuộc xung đột kết thúc. Nó được cho ngừng hoạt động vào tháng 2 năm 1964 và bị tháo dỡ tại Faslane, Scotland vào ngày 27 tháng 2 năm 1964.
Chính bên trên con tàu này mà Ferdinand Demara, "tên lừa đảo vĩ đại", đã đóng giả một sĩ quan quân y Canada.